# Bull Lake, Sheppard Township
Bull Lake är en sjö i Kanada.   Den ligger i distriktet Sudbury och provinsen Ontario, i den sydöstra delen av landet, 400 km väster om huvudstaden Ottawa. Bull Lake ligger 319 meter över havet. Arean är 0,39 kvadratkilometer. Den sträcker sig 1,1 kilometer i nord-sydlig riktning, och 0,7 kilometer i öst-västlig riktning.
I omgivningarna runt Bull Lake växer i huvudsak blandskog. Trakten runt Bull Lake är nära nog obefolkad, med mindre än två invånare per kvadratkilometer.